# 朴不花
朴不花（約1328年—1364年），高丽人，不花是其蒙古名字。又名王不花。是元顺帝最为宠幸的一名太监。

## 生平
朴不花生于元文宗时代（1328年—1332年），7岁时被送到元朝的宫廷内成为一名小太监。后来，朴不花的好朋友，同样来自高丽的小宫女奇氏得到皇子妥欢帖木尔的宠幸，收入自己的府第。不久，妥懽帖木尔登基，即元顺帝，封奇氏为第三皇后，居住兴圣宫，并生下太子爱猷识理达腊。朴不花由于与奇皇后关系亲密，被调到兴圣宫，照管太子的生活起居。此后朴不花逐渐迁升为荣禄大夫，加资正院使，担任掌管财政的要职。后来元顺帝厌倦政务、耽于声色，把军国大权交给已经成年的太子，并任用朴不花推荐的搠思监为宰相。于是朴不花开始权倾朝野，干预官吏任免，当时内外百官中投靠朴不花的占到十分之九。 
至正十八年（1358年），河南、河北、山东发生战乱，大批难民避居京城，造成京城发生严重饥荒，死者枕藉。朴不花出面买地收葬尸体二十万具，花费二十万余锭，坟地占地广阔，从南北两城到卢沟桥之间，男女分葬。
太子对于监国仍不满足，准备逼迫顺帝禅位，得到奇皇后、朴不花、搠思监的支持。
朴不花、搠思监对驻扎大同、手握重兵的孛罗帖木儿收留政敌、顺帝母舅老的沙一事不满，於是控告孛罗帖木儿谋反，二十四年（1364年）三月，下诏解除其兵权，削夺其官爵去四川，且命扩廓帖木儿出兵讨伐，孛罗帖木儿怒不奉诏，不颜帖木儿等一批宗王也对其表示同情，出兵与孛罗帖木儿会合，并上表称其无罪。顺帝这时下令逮捕朴不花、搠思监，分别流放到甘肃和岭北，以平息众怒。但事实上二人并未流放，而是一直留在京城。于是在四月，孛罗帖木儿派秃坚铁木儿出兵进攻京城，扬言要“清君侧”。四月十二日，军队进驻清河。顺帝四次派达达国师前去，孛罗帖木儿表示退兵的条件是交出搠思坚、朴不花，顺帝不得已交出两人，于是孛罗帖木儿退兵，杀死朴不花。

## 延伸阅读
[在维基数据编辑]
 《元史·卷204》，出自宋濂《元史》

## 外部連結
- （页面存档备份，存于）